# Радченко Леонід Миколайович

 Леонід Миколайович Радченко  (27 квітня 1975, місто Помічна Добровеличківського райо́ну Кіровоградської області).
Естрадний співак, соліст та художній керівник квартету «Новий стиль» Академічного ансамблю пісні і танцю Міністерства внутрішніх справ України, директор та музичний продюсер народної артистки України Наталії Бучинської

## Біографія
Народився 25 квітня 1975 року в місті Помічна Добровеличківського райо́ну Кіровоградської області.
У 1998 - 2004 роках артист-вокаліст Державного академічного ансамблю пісні і танцю внутрішніх військ Міністерства внутрішніх справ України, художній керівник квартету «Новий стиль» цього ансамблю.
З 2004 по 2005 рік начальник Академічного ансамблю пісні і танцю внутрішніх військ Міністерства внутрішніх справ України.
У 2005 році - закінчив Національну академію внутрішніх справ України.
З 2005 року працює директором та продюсером народної артистки України Наталії Бучинської.
У 2014 році одружився.
У тому ж році в родині Радченків народився син Павло.

## Квартет «Новий стиль»

Л.Радченко крайній зправа

Під керівництвом та за участю співака Леоніда Радченка квартет «Новий стиль» з 1998 по 2005 рік неодноразово брав участь у концертах та урочистостях на вищому державному рівні, присвячених Дню міліції, Дню Збройних Сил України, Дню внутрішніх військ, Дню Перемоги, річницям визволення України від фашистських загарбників, інших концертних та благодійних заходах, у тому числі перед миротворцями в гарячих точках. Пісні та відео-кліпи пісень у виконанні квартету «Новий стиль» неодноразово транслювалися на каналах центрального телебачення та радіо.

Квартет «Новий стиль» виконував такі пісні: 
- Миротворці , сл. і муз. Володимира Мельникова[5] Це найперша пісня В.Мельникова, з якої почалася пісенна кар’єра митця. Прем’єра пісні на першому каналі Національного радіо відбулася восени 2001 року. А в грудні цього ж року пісня у виконанні квартету пролунала на сценах Київського дому офіцерів та Палацу «Україна».
- Крапові берети , сл. Володимира Мельникова, муз. Василя Гулька[6][7].
- Клятва Україні , сл. Володимира Мельникова, муз. Володимира Мельникова та Олександра Бурміцького[8]. Текст пісні перекладено на офіційні мови ООН і ОБСЄ та багато інших мов світу, зокрема на грецьку[9], латиську [10], іспанську[11], італійську[12], шведську[13], арабську[14], польську[15], іврит[16], англійську[17], хорватську[18], німецьку [19] та інші.
- Другу правоохоронцю  (бек-вокал), сл. Володимира Мельникова, муз. Василя Гулька та Ніколо Петраша [20]

та багато інших пісень.